# Lachnopterus argenteomaculatus
Lachnopterus argenteomaculatus is een keversoort uit de familie van de boktorren (Cerambycidae). De wetenschappelijke naam van de soort werd voor het eerst geldig gepubliceerd in 1982 door Hayashi.